# Sidi Ali Ben Aoun
Sidi Ali Ben Aoun (àrab: سيدي علي بن عون, Sīdī ʿAlī ibn ʿŪn) és una ciutat de Tunísia a la governació de Sidi Bouzid, situada uns 50 km al sud-oest de la ciutat de Sidi Bouzid. Està creuada a la part nord per un rierol estacional i es troba al peu del Djebel Sidi Ali ben Oun, que és a l'extrem oest-sud-oest de la ciutat. Té uns 400 habitants i és capçalera d'una delegació amb una població de 25.110 habitants al cens del 2004.

## Economia
La seva economia és eminentment agrícola amb oliveres i cultius estacionals, i una mica de ramaderia.

## Administració
Com a delegació o mutamadiyya, duu el codi geogràfic 43 56 (ISO 3166-2:TN-12) i està dividida en set sectors o imades:
- Sidi Ali Ben Aoun (43 56 51)
- Errabta (43 56 52)
- Essahla (43 56 53)
- El Ouaara (43 56 54)
- Ouled Brahim (43 56 55)
- El Mansoura Est (43 56 56)
- El Mansoura Ouest (43 56 57)

Al mateix temps, forma una municipalitat o baladiyya (codi geogràfic 43 15).